# Rhaphiptera alvarengai
Rhaphiptera alvarengai är en skalbaggsart som beskrevs av Lúcia Maria de Campos Fragoso och Monné 1984. Rhaphiptera alvarengai ingår i släktet Rhaphiptera och familjen långhorningar. Inga underarter finns listade i Catalogue of Life.